# 日本外國特派員協會

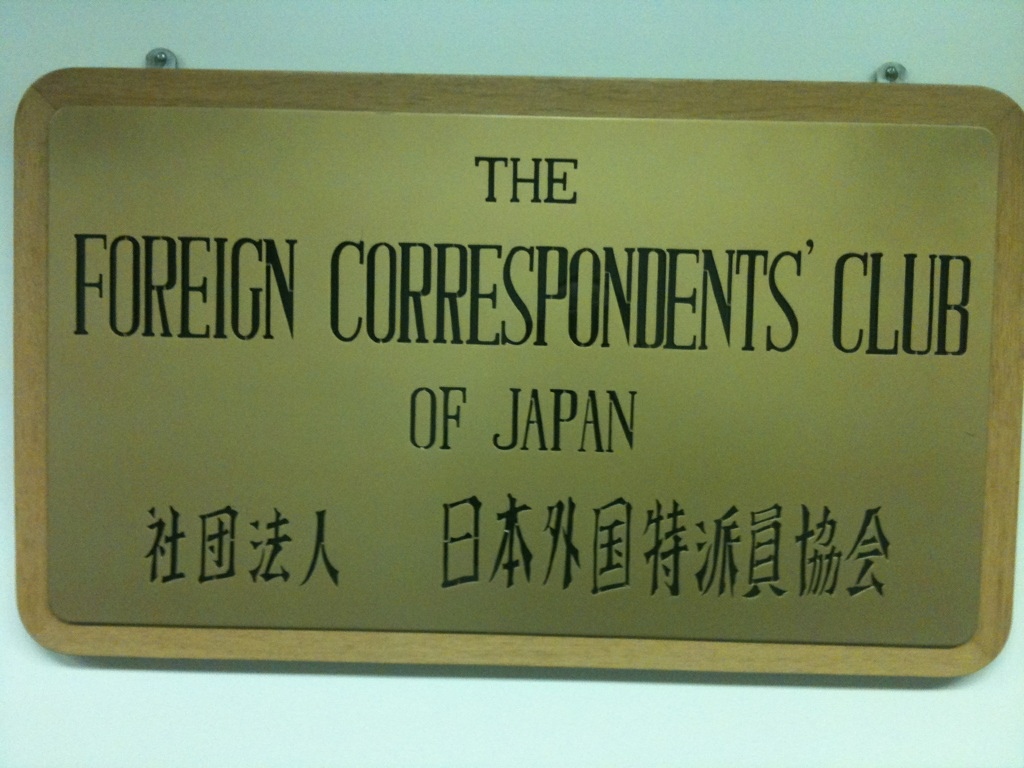
日本外國特派員協會

日本外國特派員協會（英語：Foreign Correspondents' Club of Japan，縮寫：FCCJ），該中心成立於1945年，旨在為戰後在日本工作的外國記者提供支援，歷史上一直位於東京銀座附近。
如今，俱樂部為其會員提供工作室設施、圖書館、餐廳、酒吧，以及源源不絕的本地和國際演講者和小組討論。其設施位於皇居附近的丸之內二重橋大廈的5樓和6樓。日本外國特派員協會每月出版一期新聞。

## 會員資格

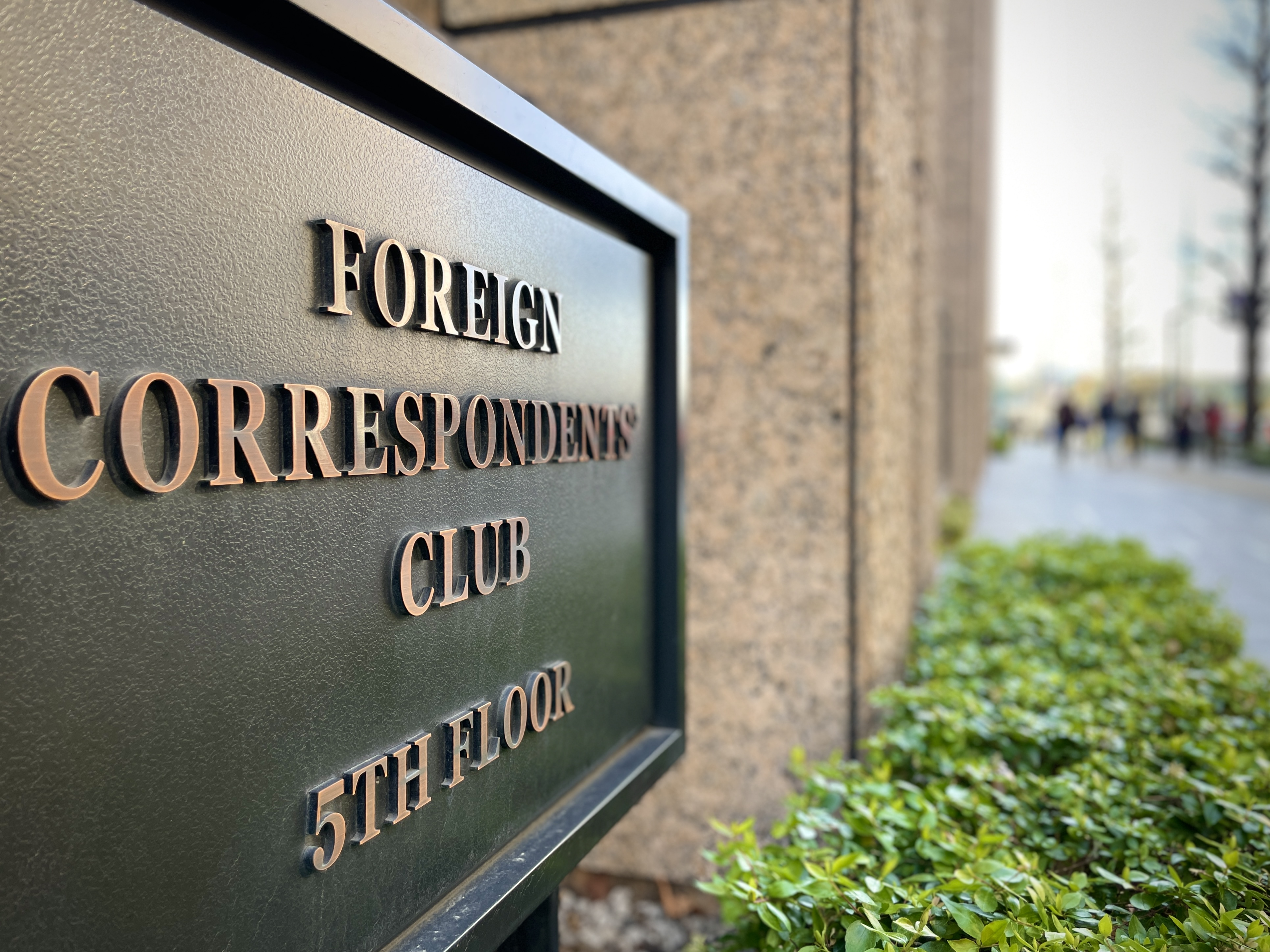
日本東京丸之內二重橋大樓的標識

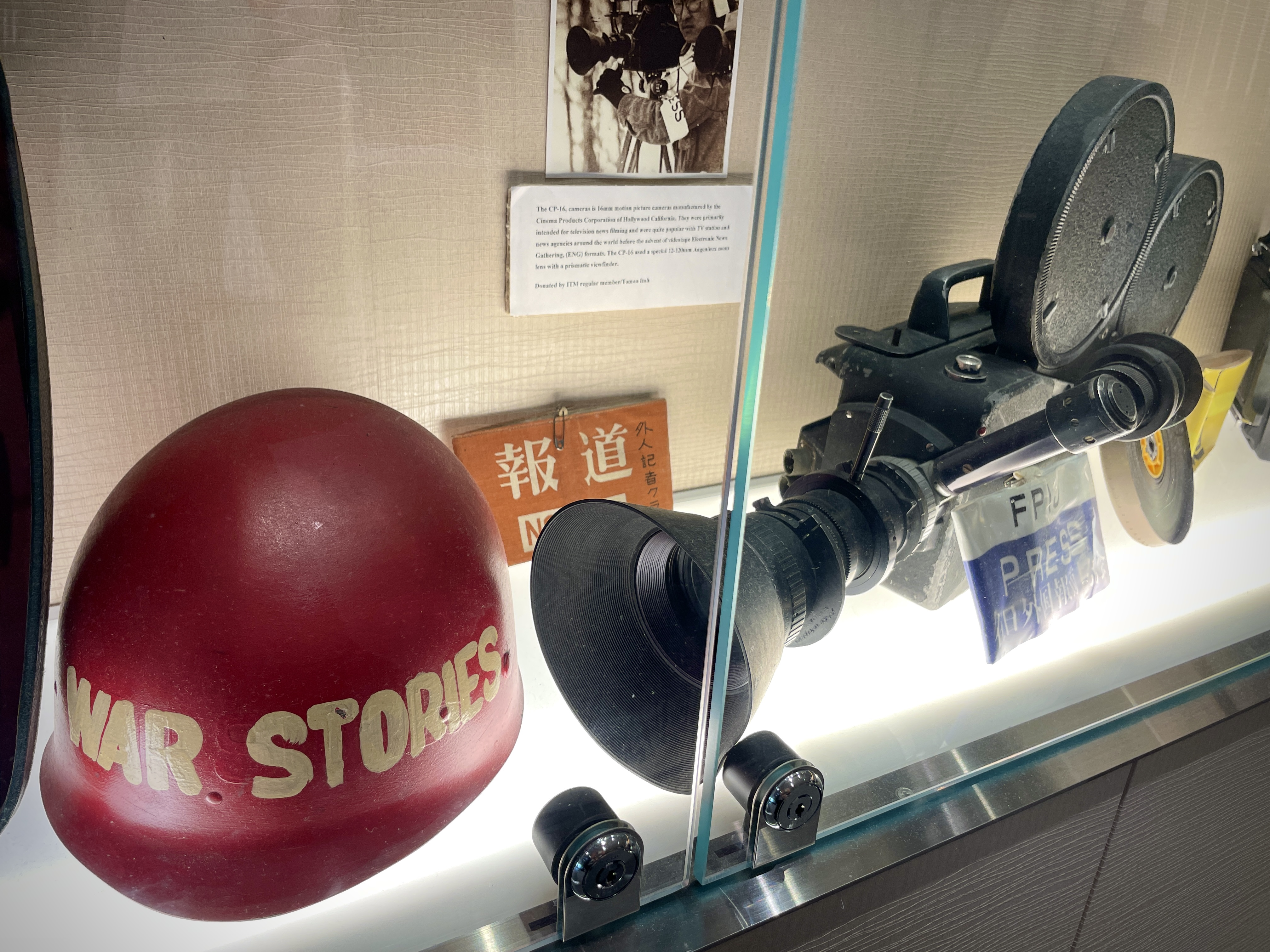
展示品：CP-16 攝影機、記者頭盔和臂章

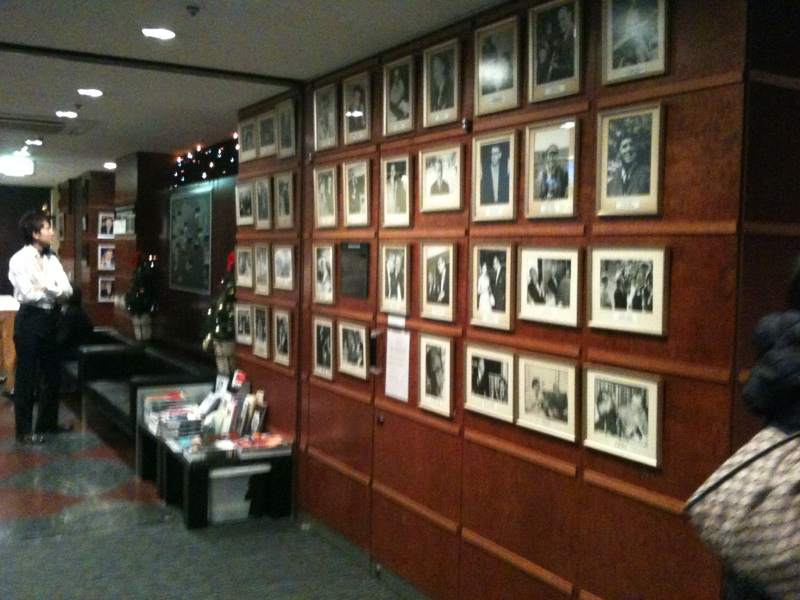
在有樂町電氣大樓舊址的大廳

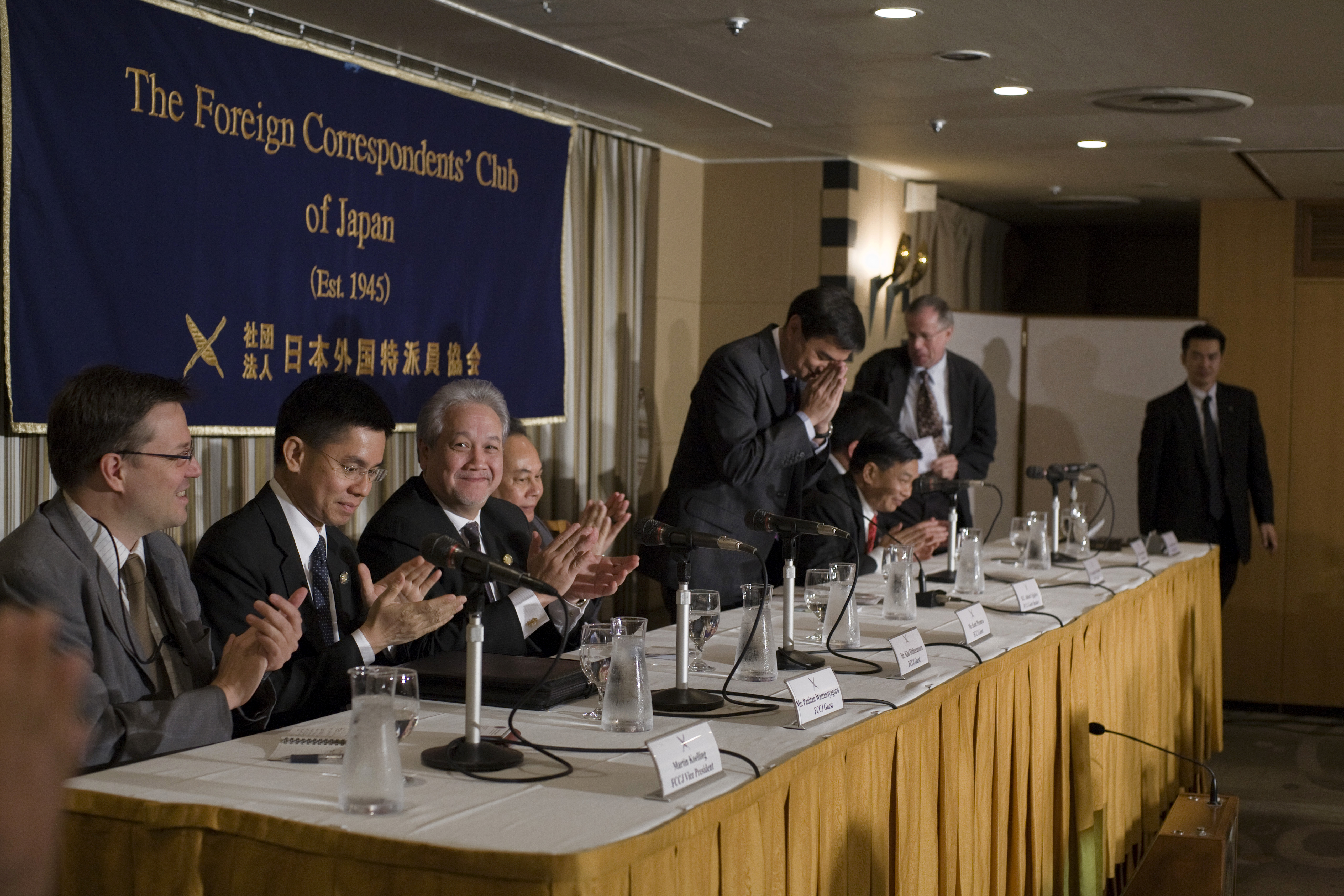
日本外國特派員協會在有樂町電氣大樓，即原日本外國特派員協會所在地，舉行的新聞發布會

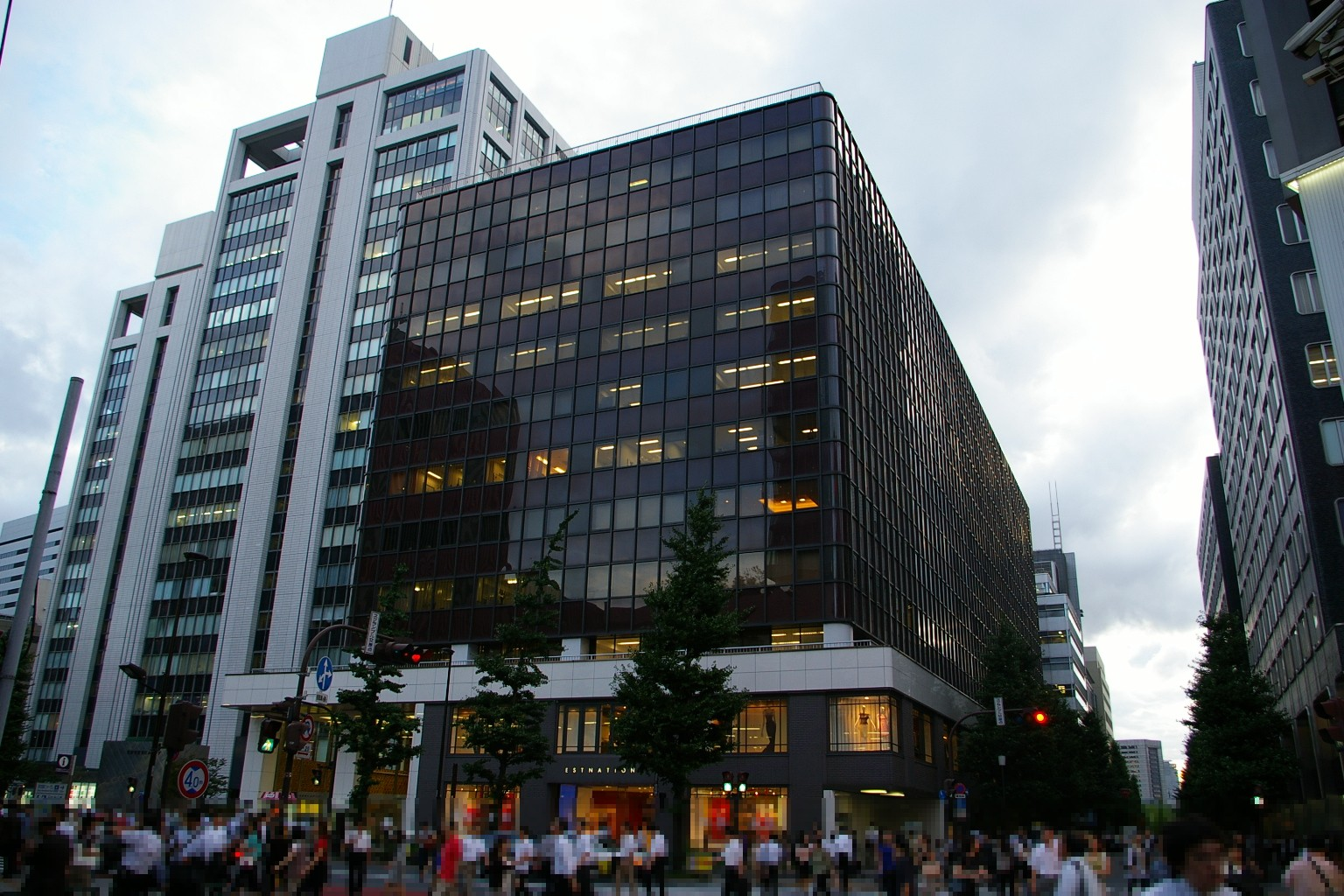
有樂町電氣大樓（左）是日本外國特派員協會的前址

俱樂部會員人數約為1,450名，其中包括240多名外國記者及其日本同行，以及160多名主要在當地媒體工作的專業記者。準會員人數約為1,050名，包括企業家、企業高管、其他專業人士以及作家和藝術家。

## 協會
日本外國特派員協會不是國際新聞俱樂部協會的成員，但與亞洲和北美的一些外國記者俱樂部有互惠協議。
- 香港外國記者會
- 泰國外國記者俱樂部

## 外部連結
- 官方網站 （页面存档备份，存于）